# Les Neuf Consciences du Malfini
Les Neuf Consciences du Malfini est un roman de Patrick Chamoiseau paru le 25 mars 2009 aux éditions Gallimard.
Ce récit allégorique, cette parabole dont les personnages sont essentiellement des oiseaux, reprend, actualise et subvertit le thème de la comédie d'Aristophane Les Oiseaux. Ce roman initiatique, double roman d'apprentissage, la formation du maître et celle de l'élève, est aussi une fable écologique...

## Cadre et personnages
L'essentiel du récit se déroule dans une partie d'une île luxuriante des Caraïbes, plus exactement à Rabuchon, chemin moublin, section Saint Joseph (Martinique) (pages 20 et 226) : pitons, ravines, mahagonis, champs de bananes, manguiers, goyaves, icaques, pommes-roses, lauriers-roses, colibris, sucriers, vonvons, yenyens (moustiques), mangouste...
Les rares êtres humains évoqués sont de grands nuisibles, les Nocifs.

## Titre
Le Malfini (mal fini), en parler natif (de Guadeloupe, Martinique ou Guyane), est un autre nom du mansefenil, ou aigle des Antilles, signalé en 1654 par Jean-Baptiste du Tertre, de même qu'il atteste de deux sortes de colibris en Guadeloupe et Martinique. Le récit de Chamoiseau est situé mais non daté. Son Malfini peut donc être une référence à un mansefenil ancien. Le lecteur peut y voir surtout une frégate superbe, dont l'envergure atteint deux mètres, à sac gulaire rouge. L'imaginaire du lecteur l'entraîne à se référer à divers rapaces planeurs diurnes des Antilles, des Caraïbes, ou d'Amérique centrale : sarcoramphe roi, urubu noir, condor, pygargue, harpie féroce, aigle noir et blanc, aigle royal, aigle orné, aigle tyran... Le Foufou est sans doute une des dix-neuf espèces de colibris (pollinisateurs) des Antilles, parmi les 340 espèces d'oiseaux-mouches.
Les neuf consciences sont plus difficiles à cerner. Le bouddhisme traditionnel reconnaît six consciences ou états de conscience, cinq sensoriels et un mental. Le bouddhisme chittamatra ou yogacara enseigne un septième état, celui de la conscience mentale souillée, et un huitième, nommé  Ālayavijñāna (proche de l'ayala du Malfini, pp. 23, 36, 78, 120, 195...), sorte de conscience fondamentale, base de tout. Le neuvième serait un état de surconscience, déjà longuement expérimentée par le Foufou, juste avant l'illumination, ou encore la vacuité. Ce serait l'amala (pp.213, 216, 221, 225) : le terme sanskrit amala signifie propre, pur, purifié, épuré.
Le Foufou est un athlète, de la connaissance, de l'action, de la solidarité, de la plénitude, précurseur de Jonathan Livingston le goéland.